# Baptistenkerk (Eindhoven)
De Baptistenkerk (ook: De Bazuin) is een kerkgebouw te Eindhoven dat toebehoort aan de bij de Unie van Baptistengemeenten in Nederland aangesloten Baptistengemeente "De Schuilplaats". Het gebouw bevindt zich aan de Marconilaan 70 in het Eindhovense stadsdeel Woensel.

## Geschiedenis
Het baptisme in Eindhoven vindt zijn oorsprong bij de buitenlanders, met name Amerikanen, die er voor Philips werkten. Ook onder de bewoners van Drenthe, die massaal naar Eindhoven kwamen, bevonden zich baptisten. In 1925 ontstond een baptistengemeente van 15 leden. In 1939, toen er 88 leden waren, werd er door hen aan de Zwaanstraat een houten kerkje gebouwd.
Philips had de grond echter nodig om een spoorlijn naar het te ontwikkelen fabrieksterrein Strijp-R aan te leggen. Het houten gebouwtje werd daarom inclusief de inventaris eind 1942 verhuisd naar een perceel aan de Wattstraat. In de jaren 50 van de 20e eeuw werd de inventaris vernield door vandalen. Doordat ook de  waterleiding werd beschadigd kwam het gebouwtje blank te staan. De schade werd hersteld. Het houten kerkje brandde af in 1957.

## Huidig gebouw
In 1956 kwam het huidige kerkgebouw gereed aan de Marconilaan. Het bakstenen gebouw werd ontworpen door H.J. van den Bergh, die bij Philips werkte. Het gebouw is uitgevoerd in modernistische stijl. Speklagen domineren het ontwerp dat verder een typisch dak kent dat lijkt te rusten op glazen wanden.
Op de zijgevel is een opvallend beeldhouwwerk aangebracht, dat drie herauten voorstelt welke met bazuinen naar een kruis wijzen. Het is vervaardigd door de beeldhouwer Paul Kingma.
De gemeente Eindhoven heeft de Baptistenkerk in maart 2016 aangewezen als gemeentelijk monument teneinde ze te beschermen tegen afbraak.